# مدينة (مالطا)
المدينة (بالمالطية: L-Imdina) هي مدينة محصَّنة وعاصمةُ مالطة القديمة. تقع في المنطقة الشمالية وتتاخم مدينةَ الرباط التي تعدّ امتدادا لها في جهة الجنوب. أسسها الفينيقيون في القرن الثامن قبل ميلاد المسيح وأسمَوها مَالِط (𐤌𐤋𐤈). هي بلدة قديمة من العصور الوسطى محاطة بسور على تلة في وسط الجزيرة، وتبلغ مساحتها 900 متر مربع. وتجسد البقايا البونيقية المكتشفة وراء جدران تلك البلدة أهمية المنطقة عموما من قبل المستوطنين الفينيقيين لمالطة.
يطلق على مدينة لقب «المدينة الصامتة» من قبل السكان والزوار على السواء، ولا تزال البلدة متقوقعة وراء أسوارها، ووصل عدد سكانها في نوفمبر 2005 إلى 278 نسمة. إلا أنها تجاور بلدة الرباط القريبة والتي يصل عدد سكانها إلى 11 000 نسمة.

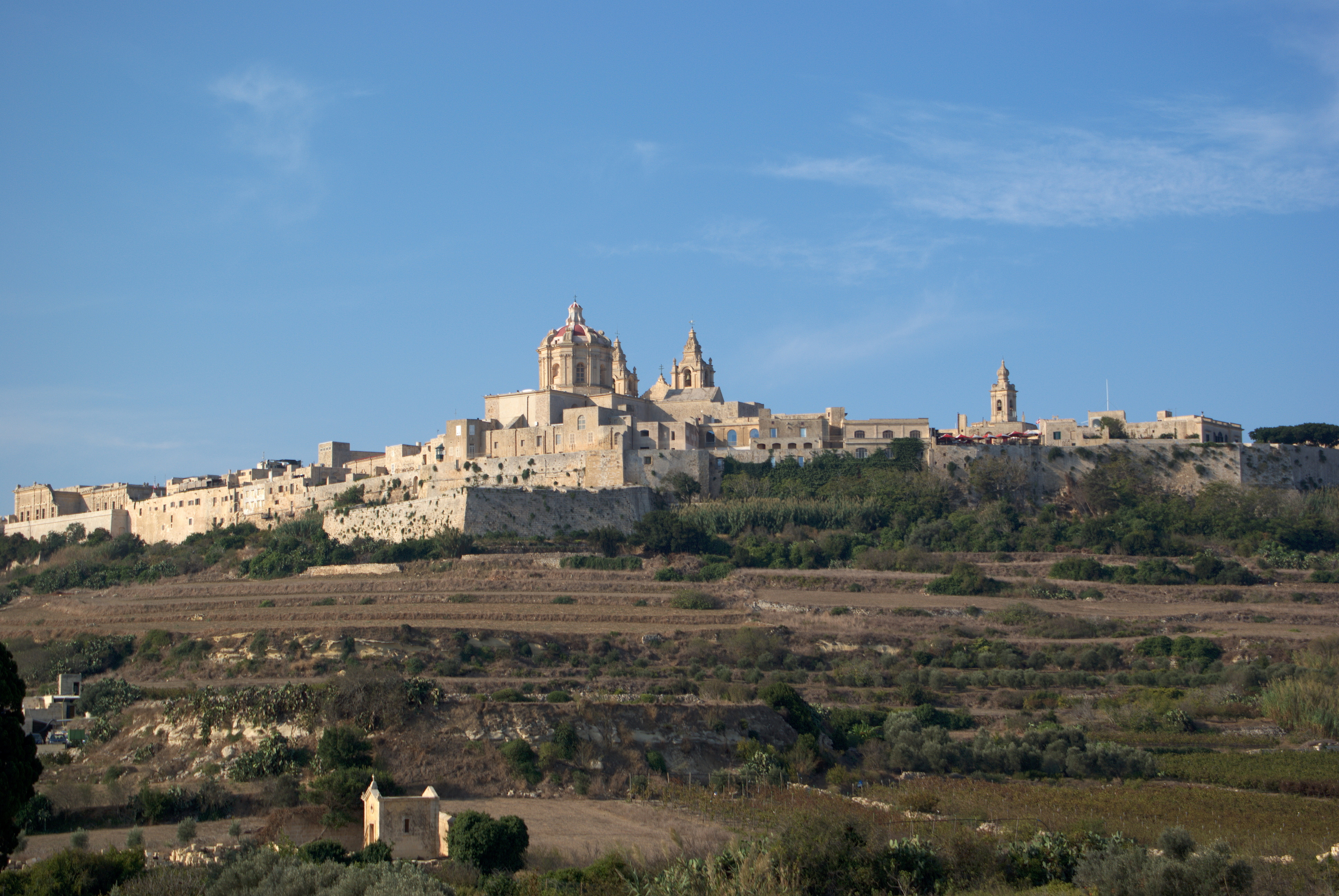
مدينة وقلعتها

معظم مباني البلدة هي أملاك وبيوت خاصة، كما أن بها بعض الأماكن التي يهتم بها الزوار مثل كاتدرائية سانت بول والتي توجد أمامها ساحة البلدة، قصر ولهانة، نورمان هاوس، كنيسة سانتا أغاثا الصغيرة، ميدان باستيون.
وللبلدة فريق رياضي لكرة القدم المحلية هو فريق فرسان المدينة الذي تأسس في 2006 ويلعب ضمن صفوف الدرجة الثالثة في مالطة.

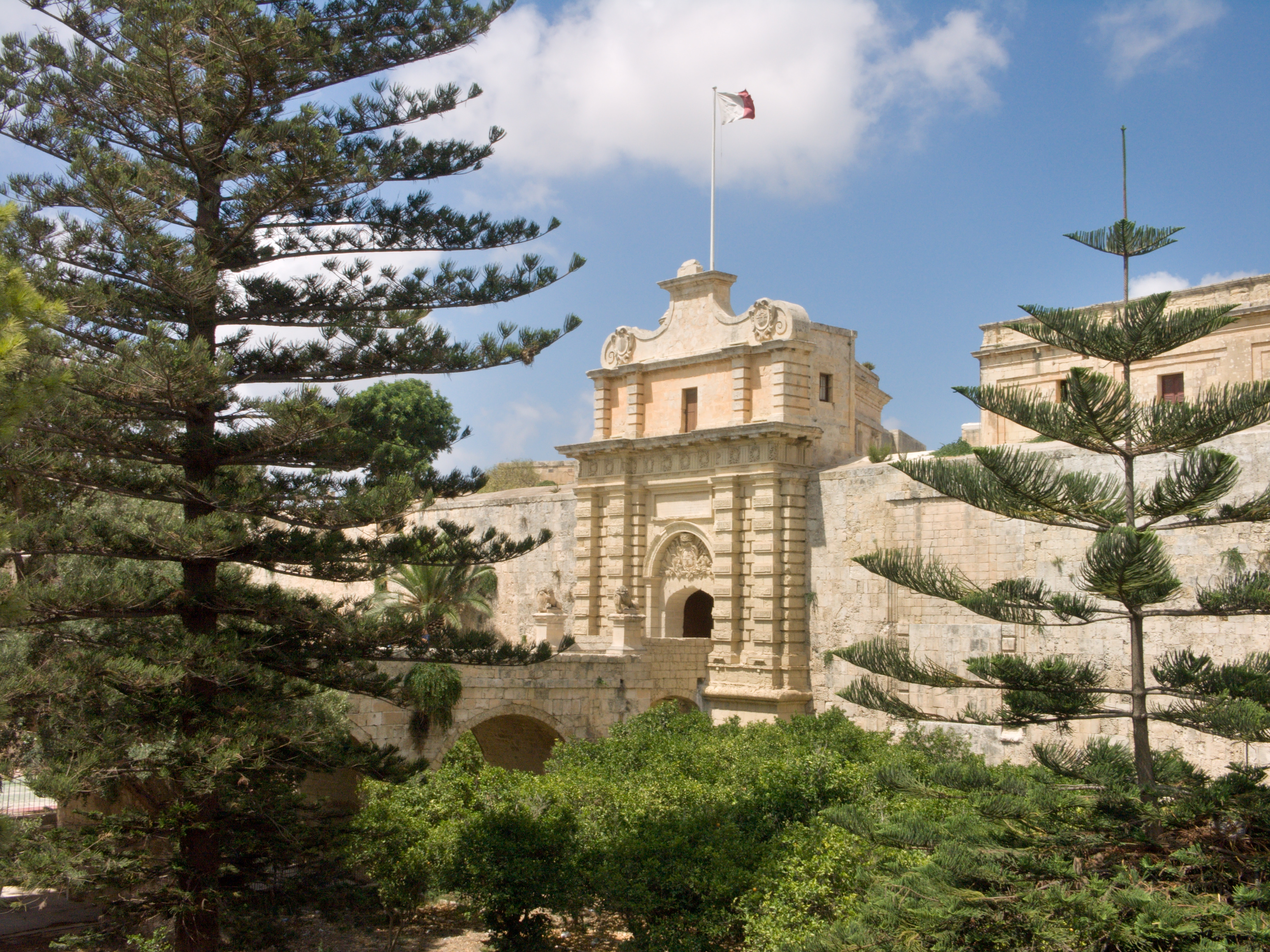
بوابة مدينة
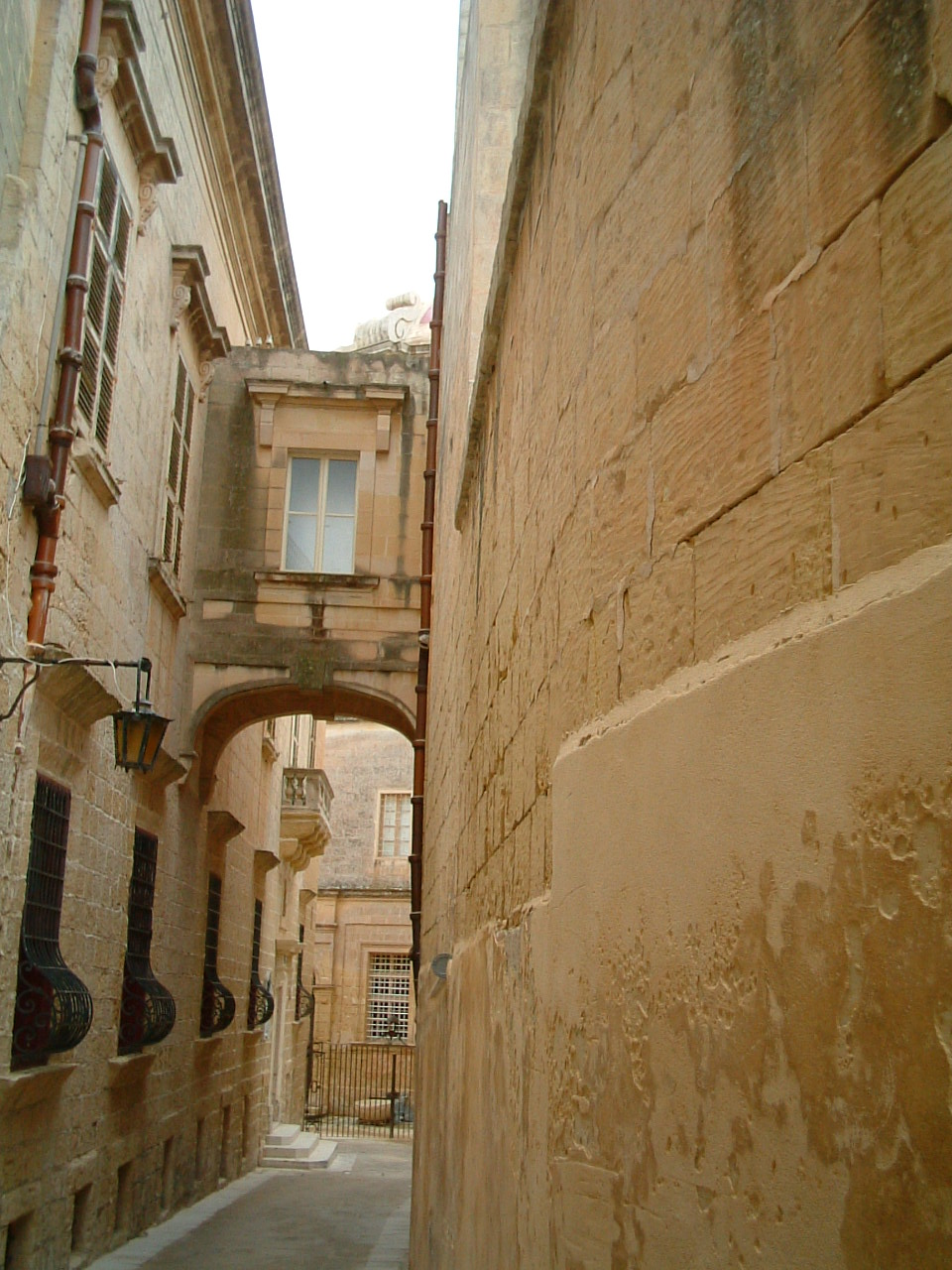
أحد شوارع وأزقة مدينة
شعار مدينة
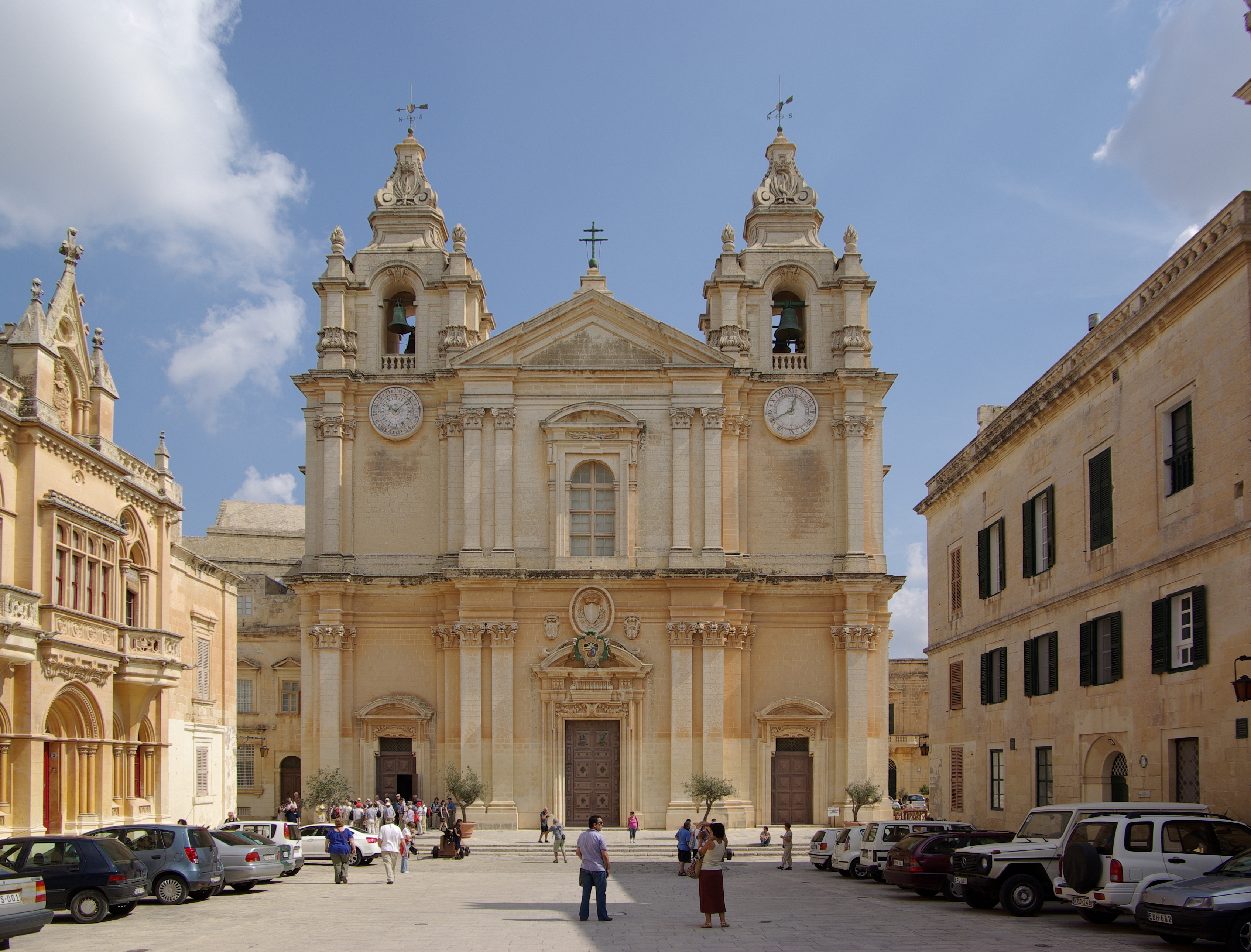